# Alix de Borgonya-Auxerre
Alix de Borgonya-Auxerre, nascuda el 1251, morta el 1290, fou comtessa d'Auxerre de 1262 a 1290, filla d'Eudes de Borgonya i de Matilde de Borbó-Dampierre, comte de Nevers, d'Auxerre i de Tonnerre. A la mort de la seva mare el 1254, el seu pare va repartir els seus dominis entre les tres filles i Alix va rebre Auxerre; la possessió efectiva es va produir el 1257 a la mort de la seva besàvia Matilde de Courtenay.
Es va casar a Lantenay l'1 de novembre de 1268 amb Joan I de Chalon, senyor de Rochefort, fill de Joan I el Savi, comte de Borgonya, de Chalon i d'Auxonne, i d'Isabel de Courtenay-Champigneulles. Van tenir un sol fill:
- Guillem († 1304), comte d'Auxerre.